# Gilli Smyth

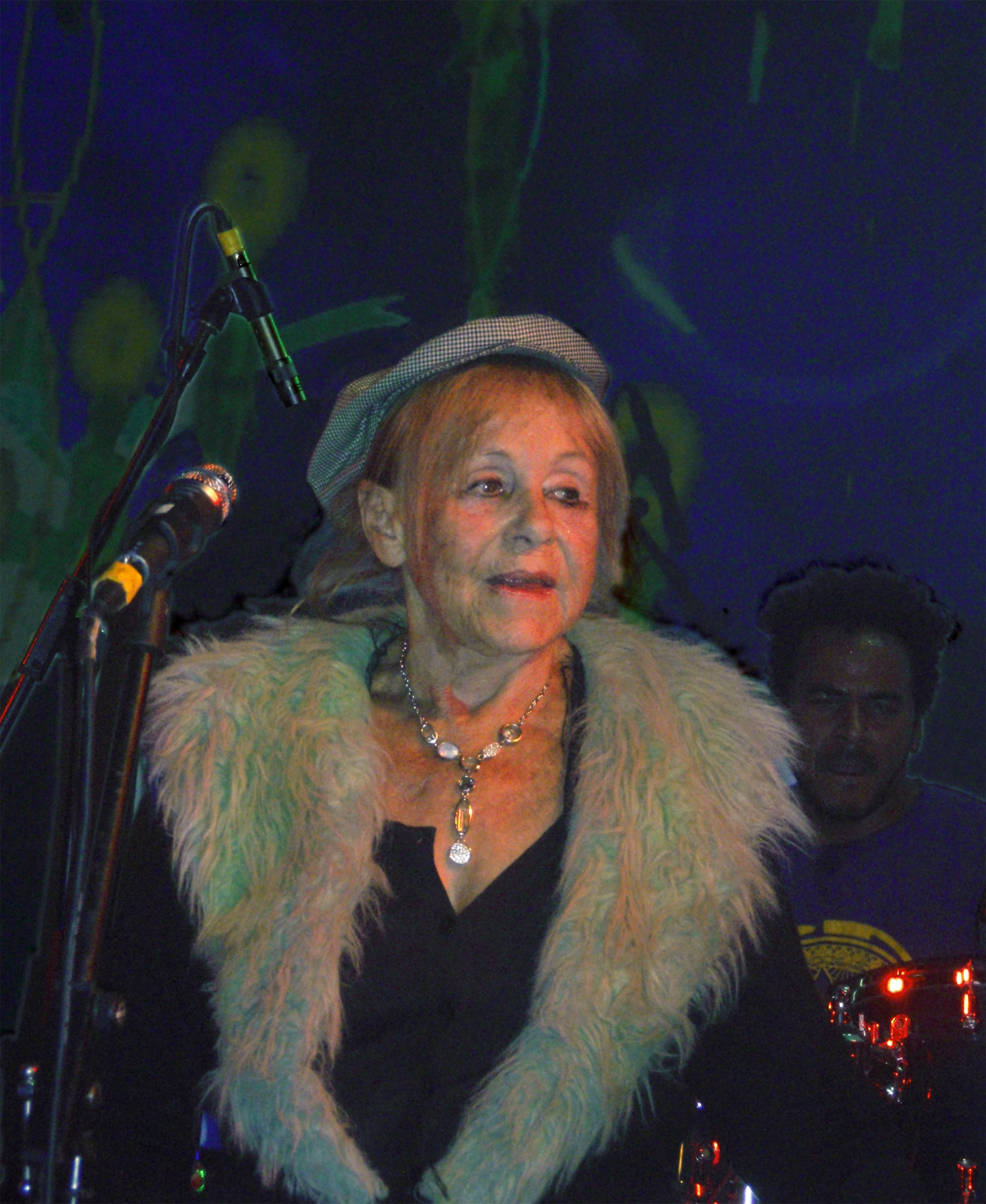
Gilli Smyth, 2009 Tel Aviv

Gilli Smyth (Londen, 1 juni 1933 – Byron Bay Australië, 22 augustus 2016) was een Engelse muzikante. Ze werd als bekend als Shakti Yoni, de stem van Gong.
Al gedurende haar schooltijd trad Smyth regelmatig op. Dit vormde de basis voor haar latere carrière. Smyth trouwde toen ze nog een tiener was. Ze ging naar de universiteit, studeerde af, kreeg een dochter, Tasmyn, en vertrok naar Frankrijk.
In Frankrijk ging Smyth samenwonen en samenwerken met de Australische musicus Daevid Allen. In deze samenstelling was het tweetal de drijvende kracht achter diverse projecten, waarvan Gong de meest duidelijke exponent is.
Al sinds ze college volgde, schreef Smyth. Het eerste poëziewerk dat zij publiceerde was "The Nitrogen Dreams of a Wide Girl" in 1966. Later heeft ze nog vaker gedichten gepubliceerd.
Met name Gong boekte successen. Smyth schreef een groot deel van de teksten en zorgde voor de zang op de eerste albums, en ze toerde met Gong. In de tijd tot 1974 bleef ze altijd werken, ook al kreeg ze in de tussentijd nog twee zoons met Allen. In 1975 stapte ze uit Gong en wilde ze zich meer op solowerk gaan concentreren. Allen produceerde het album Mother. De tour die gepland was om het album onder de aandacht te brengen werd Mother Gong genoemd. Die naam bleef en werd de naam van Smyths band.
In 1978 verbrak Smyth haar relatie met Allen. Ze bleven als musici wel steeds met elkaar werken, maar Smyth wilde haar eigen richting bepalen. Onder de naam Mother Gong bleef ze werken met verschillende musici, zoals Didier Malherbe, Harry Williamson, Yan Emeric en Guy Evans. Met Williamson schreef ze het album Fairy Tale (l980), uitgevoerd door het toenmalige Mother Gong. Tussen Williamson en Smyth klikte het niet alleen op het muzikale vlak maar ook persoonlijk. Ze zouden samen meer dan tien albums produceren.
Smyth draaide actief mee in het Manifestival in 1979 en de daarop volgende coast-to-coasttournee in de Verenigde Staten met onder meer Daevid Allens New York Gong, Mother Gong, Material en Yoch'ko Scheffer. Voor deze tour schreef Smyth de Robot Woman-teksten (later uitgebracht op de drie Robot Woman-albums). De inspiratie hiervoor putte Smyth uit de film Stepford Wives. Ze ging op een luchtige manier in op de woede die heerste in de feministische beweging. De problemen waren volgens Smyth inherent aan het systeem. 
Williamson en Smyth verhuisden naar Australië. Van 1987 tot 1994 bloeide Mother Gong weer helemaal op, in de formatie van Williamson en Smyth met Robert Calvert (saxofoon), Rob George (drums) en Conrad Henderson (basgitaar). In het begin van de jaren negentig toerde Smyth regelmatig door de Verenigde Staten, solo of in combinaties met Calvert en Williamson.
In 1995 werkte Smyth samen met Steffie Sharpstrings (van Here and Now en van Gong). De samenwerking werd GLO (Goddesses Love Oranges) genoemd en leverde één cd op: Even as we...
Aan het einde van het millennium werkte Smyth ook samen met haar zoon, met als resultaat de albums Electric Shiatzu en It's all a Dream.
Tegelijkertijd werkte Smyth in San Francisco samen met een groep van musici (Pierce, Aryeh, James and Steff). Er werd muziek gemaakt volgens het oude Gongprincipe van "spontane compositie". Dit leverde het Gong Matrix-album It Just is op. Smyth werkt ook mee aan de vernieuwde Gong, zoals ontstaan na de Birthday Party-sessies.
Ook werden na 2000 diverse boeken van Smyth uitgegeven, sommige met vooral de songteksten van de albums, maar ook een aantal aparte boeken zoals Historico-Politico-Spirito en het Mind Book.
- Bibsys: 7067977
- Bibliothèque nationale de France: cb138121587 (data)
- International Standard Name Identifier: 0000 0000 4048 7555
- Library of Congress Control Number: n90650134
- MusicBrainz: 219c937b-9396-49cf-b834-d38ef3df685a
- Nationale bibliotheek van Australië: 35285760
- Istituto Centrale per il Catalogo Unico: DDSV176289
- Système universitaire de documentation: 166285315
- Virtual International Authority File: 313557167
- WorldCat: E39PBJx8D7KdkM7MFvRGWC3JDq